# ۹۱۷ (قمری)
۹۱۷ (قمری)، نهصد و هفدهمین سال در گاهشماری هجری قمری است. اوّل محرم این سال برابر با دهم آوریل سال ۱۵۱۱ میلادی است.

## وابسته
- سعدیان